# Vanvadi
Vanvadi è una suddivisione dell'India, classificata come census town, di 3.944 abitanti, situata nel distretto di Satara, nello stato federato del Maharashtra. In base al numero di abitanti la città rientra nella classe VI (meno di 5.000 persone).

## Geografia fisica
La città è situata a 17° 24' 22 N e 74° 14' 53 E.

## Società

### Evoluzione demografica
Al censimento del 2001 la popolazione di Vanvadi assommava a 3.944 persone, delle quali 2.048 maschi e 1.896 femmine. I bambini di età inferiore o uguale ai sei anni assommavano a 423, dei quali 240 maschi e 183 femmine. Infine, coloro che erano in grado di saper almeno leggere e scrivere erano 3.119, dei quali 1.695 maschi e 1.424 femmine.